# ねじの回転

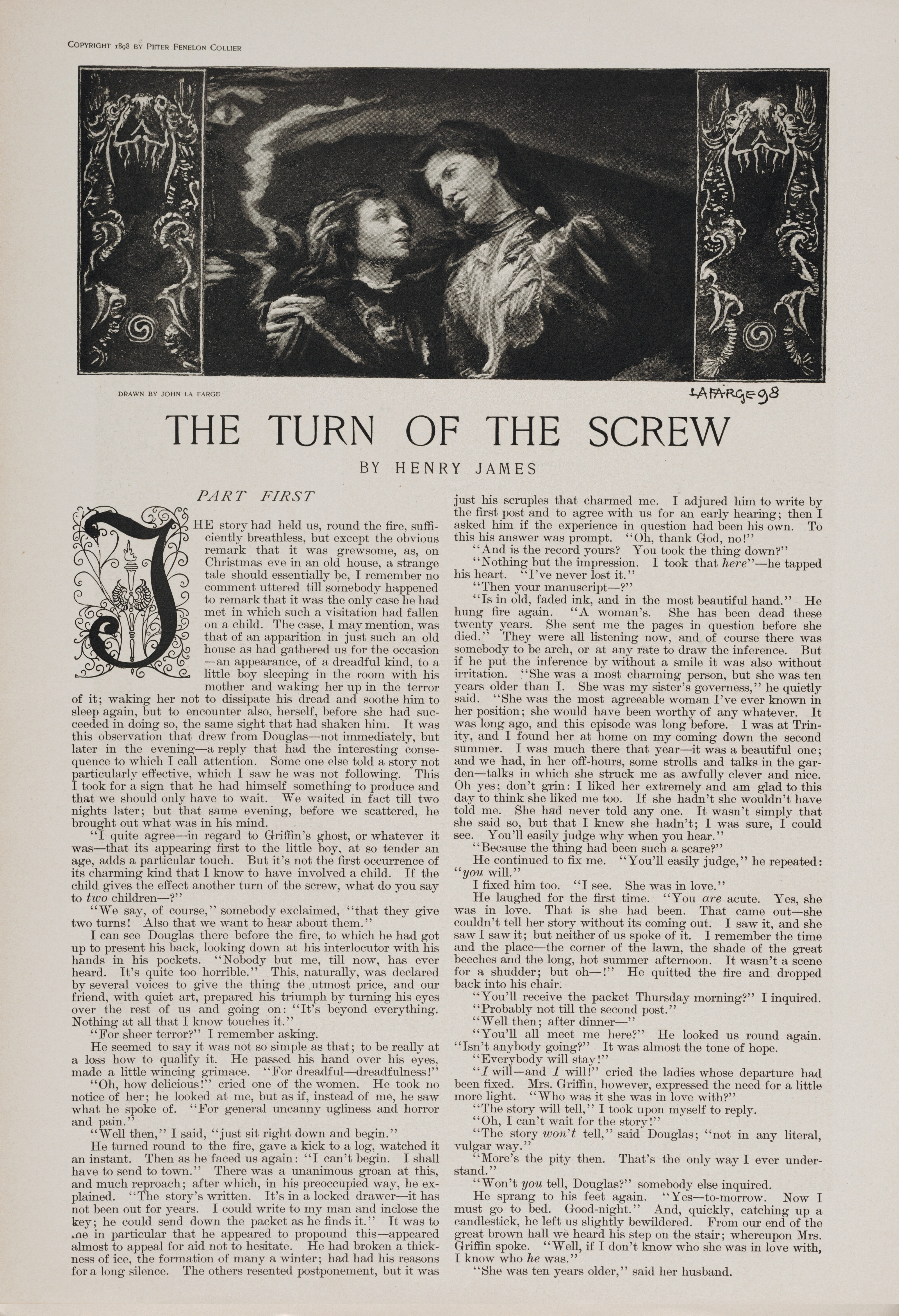

『ねじの回転』（ねじのかいてん、The Turn of the Screw）は、ヘンリー・ジェイムズの中編小説。1898年発表。古い屋敷、幽霊などゴシック小説の系譜を継ぐ作品であり、ホラー小説の先駆とも言われる。異常状況下における登場人物たちの心理的な駆け引きをテーマとした、心理小説の名作としても知られている。
ジェイムズがカンタベリー大主教から聞いた怪異譚（2人の幼い子どもが住む人里離れた屋敷に、元使用人の悪霊が現れる）が元になっているという。

## 題名
原題にある「screw」は多義的な語で、「turn of the screw」にはねじを回す（ひねる）の他、ひどい状況下でさらに無理を強いる、事態を悪化させる行為、追い打ちといった意味がある。本文冒頭にダグラスの「ひとひねりした効果」（about turn of the screw）という台詞がある。「幽霊話に子どもが登場することで話のねじにひとひねり加える効果があるというなら、子どもが2人になれば？」「2ひねりになるじゃないか！」。

## 登場人物
- ダグラス - ロンドン在住の紳士。40年前、トリニティ・カレッジ2年の夏に、妹の家庭教師（ガヴァネス）だった10歳年上の女性と出会う。その女性から心霊体験の手記を受け取る。
- 「私」 - 手記での語り手。ハンプシャーの貧しい牧師の末娘。20歳でロンドンへ出て家庭教師の職を探し、エセックスの田舎にある屋敷へ行くことになる。
- ある紳士 - 「私」の雇い主。両親を亡くした幼い甥、姪の後見人となる。2人を田舎の屋敷に引取るが、直接関わろうとはしない。ロンドン在住。
- フローラ - 8歳の妹。天使のような美少女。
- マイルズ - 10歳の兄。才気のある美少年。前任の家庭教師が亡くなったため、春から学校の寄宿舎に入っている。
- グロース - 屋敷を取り仕切り、兄妹の面倒を見る家政婦。
- クイント - 屋敷の元使用人（故人）。
- ジェスル - 「私」の前任の家庭教師（故人）。

## 内容
クリスマスの時期、ある古い屋敷に滞在する人たちが、夕食後に暖炉の周りで物語に興じている。ダグラスは、20年前に死去したある女性が遺した手記を読み始める―――
20歳の「私」は田舎の古い屋敷で住み込みの家庭教師（ガヴァネス）になる。不安な気持ちもあったが、天使のようなフローラと優しい家政婦のグロースさんに歓迎され、一安心する。しかし、兄のマイルズの学校から手紙が届き、マイルズが退学処分になったことを知る。数日後、マイルズは夏休みで屋敷に戻ってくるが、退学になったことは口にせず、「私」も本人に聞くことができない。この無垢な少年が一体どんな悪いことをしたというのだろうか。
間もなく、兄妹と家政婦、使用人しかいないはずの屋敷で、見知らぬ男を見かける。グロースさんの話では使用人だったクイントに違いなかった。クイントは主人が屋敷を出た後、好き勝手に振る舞っていたが、冬のある日、居酒屋からの帰りに転倒し、死亡したという。「私」は幼い2人をクイントの霊から守ることを決意する。
大きな池の近くでフローラと遊んでいるとき、「私」は喪服を着た女の幽霊を見る。前任の家庭教師ジェスル先生に違いない。数か月の間に、度々2人の霊が現れる。2人の霊は兄妹に邪悪な影響を与えており、兄妹はそのことを隠しているのだ。ある日、フローラは1人でボートを使って池の向こうまで行ってしまい、「私」とグロースさんを心配させる。ジェスル先生のことを尋ねるとフローラはひどく反発し、「私」にはもう会いたくないという。フローラとグロースさんには屋敷を出てもらうことにした。
「私」とマイルズは2人で話し合う。退学になった理由を問い詰めると、盗みなどではなく学校で口をすべらせたことが原因だという。そのとき窓越しにクイントの姿が見える。マイルズは男の名を口にする。ようやく白状させた、呪縛は解けたのだ。「私」はマイルズを強く抱きしめるが、やがて彼の小さな心臓が止まっているのに気付いた。

## 解釈
当時の家庭教師（ガヴァネス）の微妙な立場が本作の背景にある。中流の未婚女性にとって家庭教師は数少ない職業の一つであった。他の使用人よりは上位にあるが、主人の家族から見れば雇い人にすぎないという中途半端な立場で、〈余った女〉とも揶揄されていた。川本静子は著書で当時の「余った女」たちの心理を考察している。
手記はもっぱら「私」の視点で書かれており、幽霊が見えているのは「私」だけである。実際に幽霊は出たのか、「私」の妄想だったのか、について様々な議論が行われている。初めに妄想説を唱えたのはエドマンド・ウィルソンの論文（1934年）で、フロイト的な解釈に基づき、すべては性的に抑圧され神経を病んだガヴァネスが見た幻覚だったとする。
最後のマイルズの死について、怪談として読めば、亡霊に呪い殺されたとなるが、ウィルソンは、家庭教師から亡霊の恐怖を吹き込まれた少年がショックのあまり死亡した、とする。家庭教師の強烈な抱擁による窒息死とする説もあり、様々な解釈が可能である。

## 主な訳書
- 『ねじの回転 デイジー・ミラー』、行方昭夫訳、岩波文庫、2003年
- 『ねじの回転 心霊小説傑作選』、南条竹則・坂本あおい 訳、創元推理文庫、2005年
- 『ねじの回転』、土屋政雄 訳、光文社古典新訳文庫、2012年
- 『ねじの回転』、小川高義 訳、新潮文庫、2017年。ISBN 978-4-1020-4103-1。

## 本作に基づく作品
映画、オペラ、バレエなど多数の作品がある。
- オペラ『ねじの回転（英語版）』。ベンジャミン・ブリテン作曲。
- 映画『回転』（The Innocents、1961年）[注 1]。主演：デボラ・カー。
- 映画『妖精たちの森』（The Nightcomers、1971年）。原作の前日談。主演：マーロン・ブランド。

両親の事故死を知らされていない金持ちの姉弟がひっそりと暮らしている（原作の兄妹設定とは異なる）。家庭教師のジェスル先生は下男のクイントに陵辱されるが、体は惹かれていく。その様子を見たマイルズは姉に似たような行為をする。家政婦のグロースは子どもへの悪影響を考えて2人を解雇しようとする。フローラたちは2人を永遠に別れさせたくないと考える。池のむこうの小屋でクイントが待っているとジェスル先生に教えるが、ボートには穴が空いていた。ジェスルの遺体を見つけたクイントは酒をあおる。その頭にマイルズの矢が突き刺さり、「すぐにジェスル先生と会えるからね」。新しい家庭教師がやってくる。
- 映画『ザ・ダークプレイス 覗かれる女』（In a Dark Place、2006年）。主演：リーリー・ソビエスキー。
- 映画『ねじの回転 (映画)（英語版）』（The Turn of the Screw、2009年）。主演：ミシェル・ドッカリー。
- 映画『ザ・ターニング』（The Turning、2020年）。主演：マッケンジー・デイヴィス、
- ドラマ『ザ・ホーンティング・オブ・ブライマナー』（原題: The Haunting of Bly Manor、2020年）。主演：ヴィクトリア・ぺドレッティ（英語版）。